# تشوي جي هو
تشوي جي هو (بالإنجليزية: Choi Ki Ho) مواليد 5 مايو 1991 في هونغ كونغ، مناطق جمهورية الصين الشعبية الإدارية الخاصة، هو دراج هونغ كونغي. شارك في دورة الألعاب الأولمبية الصيفية.

## الميداليات
| الميدالية | المسابقة                                   |
| --------- | ------------------------------------------ |
| فضية      | دراجة هوائية في دورة الألعاب الآسيوية 2010 |

## روابط خارجية
- تشوي جي هو على موقع الاتحاد الدولي للدراجات (الإنجليزية)
- تشوي جي هو على موقع أرشيف الدراجات (الإنجليزية)
- تشوي جي هو على موقع إحصائيات الدراجات الإحترافية (الإنجليزية)
- تشوي جي هو على موقع نسبة الدراجات (الإنجليزية)
- تشوي جي هو على موقع أوليمبيديا (الإنجليزية)
- تشوي جي هو على موقع اللجنة الأولمبية الصينية (الإنجليزية)